# Jim Knapp
Jim Knapp (* 28. Juli 1939 in Chicago; † 13. November 2021) war ein US-amerikanischer Jazztrompeter, Komponist, Bandleader, Arrangeur, der 45 Jahre lang als Hochschullehrer tätig war.

## Leben und Wirken
Knapp studierte an der University of Illinois, Champaign-Urbana, an der er den Bachelor und den Master in Komposition erwarb. Von 1971 bis 2017 lehrte am Cornish College of the Arts in Seattle, wo er den Jazzstudiengang aufbaute und seitdem lebte. Mit seiner Big Band, dem Jim Knapp Orchestra, nahm er drei Alben u. a. für Origin Records auf. Um 2010 arbeitete er mit dem gemeinsam mit dem Violinisten Eyvind Kang geleiteten  Streicherensemble Scrape, für das er die Komposition Just a Moment schrieb. Knapp ist Autor des Buchs Jazz Harmony.
Knapps Kompositionen beeinflussten Musiker wie Jim McNeely oder Myra Melford. Er wirkte auch bei Aufnahmen des Ensembles First Avenue (ECM, 1980) und von Jay Clayton (Tito's Acid Trip 1995) mit. Im Bereich des Jazz war er laut Tom Lord zwischen 1968 und 2013 an 15 Aufnahmesessions beteiligt.
Als Folge einer Diabetes-Erkrankung musste Knapp das rechte Bein amputiert werden. In Seattle organisierte das Cornish College und das Earshot Festival im November 2011 ein Benefizkonzert für ihn.
Zu Knapps Auszeichnungen gehören ein Jazz-Kompositionsstipendium des National Endowment for the Arts, ein Kompositionsstipendium der Seattle Arts Commission und die Unterstützung durch Meet the Composer und Artist Trust. Im November 2006 wurde er von Cornish für „35 Years of Jazz“ geehrt. Im Jahr 2007 wurde er in die Earshot Jazz Hall of Fame aufgenommen, und 2010 erhielt er das Certificate of Excellence in Teaching für 2009–2010 vom Cornish College of the Arts.

## Diskographische Hinweise
- Jay Clayton / Jim Knapp Collective: Tito’s Acid Trip (ITM Pacific, 1995, mit Brad Shoeppach, John Silverman bzw. Phil Sparks, Aaron Alexander)
- On Going Home (Seabreeze, 1995)
- Things for Now (A Records, 1998)
- Secular Breathing (Origin, 2003)
- Jim Knapp & Scrape: Approaching Vyones (2013)

## Lexikalischer Eintrag
- Richard Cook, Brian Morton: The Penguin Guide of Jazz on CD. 6. Auflage. Penguin, London 2002, ISBN 0-14-051521-6.